# Harang Julu
Harang Julu is een bestuurslaag in het regentschap Padang Lawas van de provincie Noord-Sumatra, Indonesië. Harang Julu telt 926 inwoners (volkstelling 2010).